# Voïvodie de Gdańsk (1975-1998)
La voïvodie de Gdańsk (en polonais Województwo gdańskie) était une unité de division administrative et un gouvernement local de Pologne entre 1975 et 1998.
En 1999, son territoire est intégré dans la Voïvodie de Poméranie.
Sa capitale était Gdańsk.

## Villes
Population au 31 décembre 1998 :
| - Gdańsk – 458 988 - Gdynia – 253 521 - Tczew – 61 028 - Starogard Gdański – 50 723 - Wejherowo – 47 163 - Sopot – 42 781 - Rumia – 41 898 - Pruszcz Gdański – 26 298 - Kościerzyna – 23 501 - Reda – 17 200 - Kartuzy – 15 700 | - Puck – 11 673 - Władysławowo- 10 100 - Pelplin – 8 600 - Gniew – 6 800 - Skarszewy – 6 800 - Żukowo – 6 200 - Jastarnia – 4 000 - Hel – 3 900 - Skórcz – 3 500 - Czarna Woda – 3 200 |

## Bureaux de district
Sur la base de la loi du 22 mars 1990, les autorités locales de l'administration publique générale, ont créé 8 régions administratives associant plusieurs municipalités.
- Gdańsk (Gdańsk, Pruszcz Gdański, gmina Cedry Wielkie, gmina Kolbudy Górne, gmina Pruszcz Gdański, gmina Przywidz, gmina Pszczółki, gmina Suchy Dąb et gmina Trąbki Wielkie)
- Gdynia (Gdynia, Rumia, Sopot et gmina Kosakowo)
- Kartuzy (gmina Chmielno, gmina Kartuzy, gmina Przodkowo, gmina Sierakowice, gmina Somonino, gmina Stężyca, gmina Sulęczyno et gmina Żukowo)
- Kościerzyna (Kościerzyna, gmina Kościerzyna, gmina Dziemiany, gmina Karsin, gmina Liniewo, gmina Lipusz, gmina Nowa Karczma et gmina Stara Kiszewa)
- Puck (Puck, Hel, Jastarnia, Władysławowo, gmina Puck et gmina Krokowa)
- Starogard Gdański (Starogard Gdański, gmina Starogard Gdański, Czarna Woda, Skórcz, gmina Bobowo, gmina Kaliska, gmina Lubichowo, gmina Osieczna, gmina Osiek, gmina Skarszewy, gmina Skórcz , gmina Smętowo Graniczne, et gmina Zblewo)
- Tczew (Tczew, gmina Tczew, gmina Gniew, gmina Morzeszczyn, gmina Pelplin, gmina Subkowy)
- Wejherowo (Wejherowo, Reda, gmina Wejherowo, gmina Choczewo, gmina Gniewino, gmina Linia, gmina Luzino, gmina Łęczyce et gmina Szemud)

## Évolution démographique
| Année      | 1975     | 1980     | 1985     | 1990     | 1995     | 1998     |
| Population | 1249 300 | 1333 800 | 1401 500 | 1431 600 | 1455 900 | 1469 400 |